# Chiesa di Santa Maria Assunta e Santa Lucia (Diano San Pietro)
La chiesa di Santa Maria Assunta e di Santa Lucia è un luogo di culto cattolico di Diano San Pietro, in provincia di Imperia, situato nel centro storico della frazione di Roncagli. La chiesa è sede della parrocchia della Natività di Maria Vergine e di Santa Lucia del vicariato di Diano Marina della diocesi di Albenga-Imperia.

## Storia e descrizione
Le forme attuali della chiesa sono databili ai lavori eseguiti nella prima metà del XVII secolo con il ribaltamento a levante della facciata. Un decreto del 7 maggio 1634 del vescovo di Albenga Pier Francesco Costa ratificò la doppia intitolazione a santa Maria Assunta e a santa Lucia, mentre un altro vescovo albenganese, monsignor Raffaele Biale, il 30 marzo 1847 istituì la comunità parrocchiale separandola dalla precedente cura della chiesa di San Michele Arcangelo di Diano Borello.
L'interno della chiesa è consto da un'unica navata - la cui volta è stata affrescata dal pittore Giacomo Rolando con la raffigurazione della Madonna del Santo Rosario tra i santi Domenico e Caterina da Siena - e da quattro cappelle laterali. Le altre decorazioni pittoriche della chiesa sono opera di Giuseppe Ercole Guglielmetti con Santa Lucia in gloria e i quattro evangelisti (1922) e l'Assunta tra i santi Pietro e Paolo nella zona del presbiterio.
Sopra l'altare maggiore marmoreo è collocato un grande crocifisso. Altre opere scultoree sono le raffigurazioni della Vergine Maria, di santa Rita e di santa Lucia. Il pulpito in muratura con pannello a stucco è stato realizzato dallo scultore Giovanni Battista Ardissone, quest'ultimo autore di una statua della santa di Siracusa, datata al 1920, e posizionata sopra il frontone.